# Mototerapia
Mototerapia – całościowy, wielowymiarowy proces terapeutyczny. Daje możliwość całościowego leczenia zaburzeń i nieprawidłowości lub opóźnienia w rozwoju, w przetwarzaniu percepcji i w zdolności ruchowej, w zdolności przeżywania. Leczy zaburzenia nastroju emocjonalnego oraz zaburzenia zachowań społecznych.
Mototerapia należy do dziedziny motopedagogiki, który to termin jest z reguły używany jako pojęcie nadrzędne dla mototerapii. W zależności od specjalizacji terapii i praktycznego zastosowania, terapia motopedagogiczna zorientowana jest na cele pedagogiczno-prewencyjne → motopedagogika lub terapeutyczno-rehabilitacyjne → mototerapia. Mototerapia uważana jest za zorientowaną na ruch metodę leczenia zaburzeń, opóźnień i nieprawidłowości zachowania i wydajności. Mototerapia ma działanie rehabilitacyjne i należy do obszaru leczenia klinicznego. Mototerapeuta rozpoczyna pracę na podstawie lekarskiego wskazania do leczenia, za punkt wyjścia biorąc indywidualne symptomy oraz na ich podstawie opracowując program terapeutyczny.

## Zaburzenia leczone mototerapią
- opóźnienie rozwoju motorycznego
- niezręczność i niepewność ruchowa
- nieprawidłowa koordynacja ciała i motoryka ręki
- niepokój motoryczny, nadaktywność
- zaburzenia uwagi
- zaburzenia koncentracji, odwracanie uwagi

Zaburzeniom tym często towarzyszą:
- niskie poczucie wartości
- lęk przed sytuacjami ruchowymi i wyzwaniami wydajnościowymi
- zahamowanie lub zwiększona agresja w zachowaniu
- wahania nastroju, niestabilność emocjonalna
- zaburzenia w zabawie i w nauce
- częste poczucie niepowodzenia i frustracja
- trudności w nawiązywaniu kontaktów i tworzeniu więzi
- odmowa współuczestnictwa i wycofanie społeczne